# 1830-те
30-те години на XIX век са десетилетие от григорианския календар, четвъртото десетилетие на XIX век, обхващащо периода от 1 януари 1830 до 31 декември 1839 година.